# Palacio del Marqués del Arco
El palacio del Marqués del Arco es un edificio del siglo XVI situado en la ciudad de Segovia.

## Historia
La historiografía no ha llegado a un acuerdo acerca de la fecha de construcción del palacio, oscilando desde mediados de la década de 1530 hasta 1550. La autoría ha sido atribuida en ocasiones a Rodrigo Gil de Hontañón. Se conoce que el palacio fue expropiado por Felipe II y regalado al cardenal Espinosa en 1567. En 1572 este vende el palacio a los Márquez de Prado. En 1687 le fue concedido el título de marqués del Arco a don Gaspar José Márquez de Prado y Bracamonte pasando a denominarse el palacio como palacio del Marqués del Arco.

## Descripción
Se trata de un edificio que corresponde a la tipología de los palacios renacentistas segovianos. El palacio cuenta con un piso bajo y uno principal, así como dos plantas de sótano.
Cuenta con una importante fachada a la calle del Marqués del Arco, de granito. La portada de la misma es una importante muestra del  estilo plateresco. La fachada cuenta con tres ventanas correspondientes a la planta baja, así como la puerta de entrada y tres balcones en la planta alta, además del balcón correspondiente a la portada.

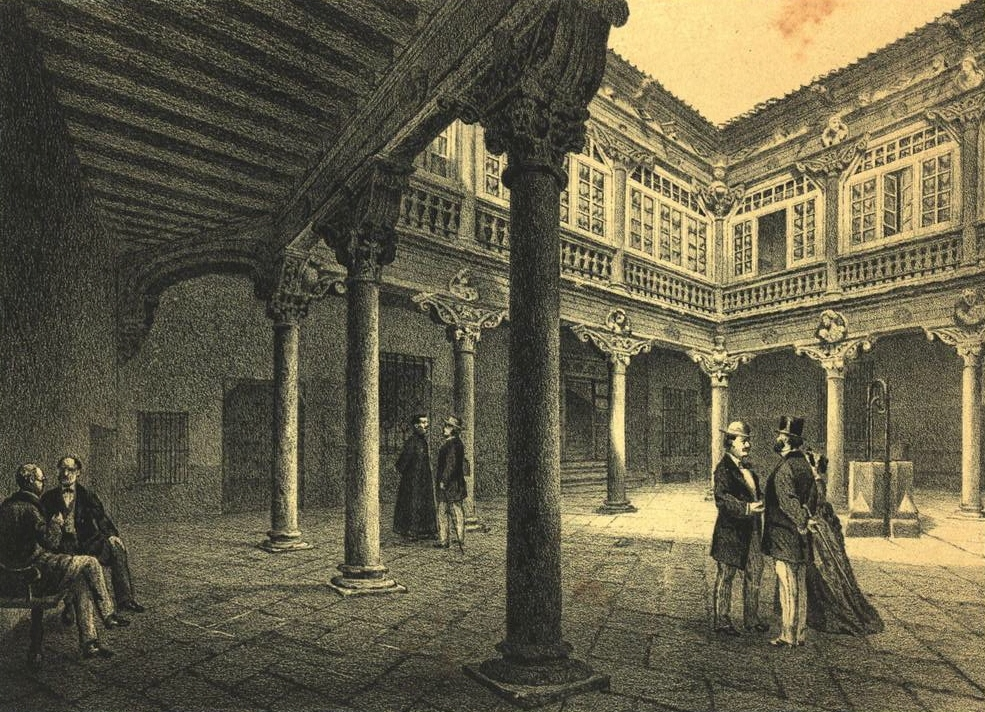
El patio del palacio por Francisco Javier Parcerisa en la obra Recuerdos y bellezas de España (1855-1865)

El edificio posee un importantísimo patio del mismo estilo plateresco, porticado en tres de sus lados. Las galerías porticadas están decoradas con dieceséis medallones representando hombres ilustres de la antigüedad.
Es destacable su escalera.